# Tandvall
Tandvallen, eller alveolarutskottet är det område av munhålan där tänderna sitter fast. Själva hålrummen i käken där tandroten sitter kallas för alveoler. Ljud som bildas med tungan mot denna del av munhålan kallas för alveolara.